# Tchads fodboldlandshold
Tchad repræsenterer Tchad i fodboldturneringer og kontrolleres af Tchads fodboldforbund.